# Фойшор, Кристина-Адела
Кристина-Адела Фойшор (рум. Cristina Adela Foișor, урожд. Бэдулеску (рум. Bădulescu); 7 июня 1967, Петрошани, Хунедоара, Румыния — 21 января 2017, Тимишоара, Румыния) — румынская шахматистка, международный мастер (1997).

## Биография
Пятикратная чемпионка Румынии: 1989 (совместно с Г. Оларашу), 1998 (совместно с Л. Жикман), 2011, 2012 и 2013.
В составе сборной Румынии участница 13 Олимпиад (1988—2006, 2010—2014), 4-го командного чемпионата мира (2013) и восьми командных чемпионатов Европы (1992—1997, 2001—2005, 2011—2015).

## Изменения рейтинга
| Графики недоступны из-за технических проблем. См. информацию на Фабрикаторе и на mediawiki.org. |